# Ehretia hainanensis
Ehretia hainanensis är en strävbladig växtart som beskrevs av Ivan Murray Johnston. Ehretia hainanensis ingår i släktet Ehretia och familjen strävbladiga växter. Inga underarter finns listade i Catalogue of Life.